# Pekbruine glimmer
De pekbruine glimmer (Amara praetermissa) is een keversoort uit de familie van de loopkevers (Carabidae). De wetenschappelijke naam van de soort werd in 1827 gepubliceerd door Carl Reinhold Sahlberg.